# SVGALib
SVGAlib es una biblioteca gráfica de bajo nivel y de código abierto para Linux y FreeBSD, que permite que los programas cambien el modo de vídeo y muestren gráficos a pantalla completa. Algunos juegos populares como Quake y Doom la utilizaron en sus lanzamientos originales.
Aunque esta biblioteca fue popular a mediados de la década de los 90, hacia el año 2000 la mayoría de las aplicaciones que la usaban migraron a X11, a SDL o framebuffer.

## Ejemplo
A continuación se puede observar un pequeño ejemplo de código:
```
#include
 
<stdlib.h>

#include
 
<unistd.h>

#include
 
<vga.h>

int
 
main
(
void
)

{

   
int
 
color
 
=
 
4
;

   
int
 
x
 
=
 
10
;

   
int
 
y
 
=
 
10
;

   
unsigned
 
int
 
seconds
 
=
 
5
;

 

    
/* detecta el chipset y da derechos de supervisor */

   
if
 
(
vga_init
()
 
<
 
0
)

        
return
 
EXIT_FAILURE
;

   
vga_setmode
(
G320x200x256
);

   
vga_setcolor
(
color
);

   
vga_drawpixel
(
x
,
 
y
);

 
|

   
sleep
(
seconds
);

 

    
/* restaura el modo texto y regresa a la dirección ordinaria de la

    consola del texto */

   
vga_setmode
(
TEXT
);

 

   
return
 
EXIT_SUCCESS
;

}

```